# کوروینو سان کویریکو
کوروینو سان کویریکو (به ایتالیایی: Corvino San Quirico) یک کومونه در ایتالیا است که در استان پاویا واقع شده‌است.

## خصوصیات
کوروینو سان کویریکو ۴٫۴ کیلومترمربع مساحت و ۱٬۰۸۴ نفر جمعیت دارد.